# Wydział Nauk Społecznych Akademii Pomorskiej w Słupsku
Wydział Nauk Społecznych Akademii Pomorskiej w Słupsku (WNS AP w Słupsku) – historyczny wydział Akademii Pomorskiej w Słupsku powstały wraz z powołaniem do życia tej uczelni w 1969 jako Wydział Pedagogiczny. Kształcił studentów na czterech podstawowych kierunkach zaliczanych do nauk humanistycznych, na studiach stacjonarnych oraz niestacjonarnych.
Wydział Nauk Społecznych był jednostką interdyscyplinarną. W jego ramach znajdowały się 2 instytuty oraz katedra. Na Wydziale zatrudnionych było 108 pracowników naukowo-dydaktycznych (z czego na 4 stanowisku profesora zwyczajnego z tytułem profesora, 11 na stanowisku profesora nadzwyczajnego ze stopniem naukowym doktora habilitowanego, 51 adiunktów ze stopniem doktora oraz 14 asystentów i 28 starszych wykładowców i wykładowców z tytułem magistra). Liczna była również grupa adiunktów. Wydział współpracował również z profesorami wizytującymi (2), których autorytet wspierał zarówno proces dydaktyczny, jak i przede wszystkim wymianę międzynarodową.
Według stanu na 2013 rok na wydziale studiowało łącznie 1364 studentów (w tym 662 na studiach dziennych, 702 na studiach zaocznych) oraz 143 słuchaczy studiów podyplomowych.
1 października 2019, zarządzeniem Rektora AP, Wydział został zlikwidowany na skutek reorganizacji struktur uniwersyteckich.

## Historia
Początki dawnego Wydziału Nauk Społecznych związane były z powołaniem do życia w tym mieście w 1969 roku Wyższej Szkoły Nauczycielskiej. W jej ramach jako jeden z wydziałów utworzono Wydział Pedagogiczny. Początkowo kształcono studentów na kierunkach: nauczanie początkowe z wychowaniem muzycznym, nauczanie początkowe z matematyką, nauczanie początkowe z wychowaniem plastycznym. Od 1970 roku zaczęto dokształcać pracujących nauczycieli, którzy nie posiadali pełnego wyższego wykształcenia.
Uzyskanie w 1974 roku przez uczelnię pełnych praw akademickich spowodowało powołanie w roku akademickim 1974/1975 czterech kierunków studiów magisterskich stacjonarnych i niestacjonarnych takich jak: nauczanie początkowe z wychowaniem muzycznym, nauczanie początkowe z wychowaniem plastycznym, pedagogika opiekuńcza oraz pedagogika przedszkolna, a na studiach niestacjonarnych - nauczanie początkowe po Studium Nauczycielskim, trwającym 3 semestry. W roku akademickim 1970/1971 działalność na wydziale podjęły cztery zakłady: Pedagogiki, Psychologii, Wychowania Muzycznego i Praktyk Pedagogicznych (od 1982 roku - jednostka międzywydziałowa). Przeobrażenia, jakie miały miejsce na Wydziale Pedagogicznym w kolejnych latach istnienia, związane były z potrzebami rynku pracy w oświacie i zarządzeniami Ministerstwa Oświaty. W związku z tym w roku akademickim 2000/2001 utworzona została Katedra Filozofii, dlatego też zmieniona została nazwa Wydziału Pedagogicznego na Edukacyjno-Filozoficzny. 

## Poczet dziekanów
- 1999-2002: dr hab. Elżbieta Gaweł-Luty - pedagogika (pedagogika wczesnoszkolna)
- 2002-2008: dr hab. Joanna Bernagiewicz - nauki o sztukach pięknych (instrumentalistyka)
- 2008-2016: prof. dr hab. Iryna Surina - socjolog (socjologia młodzieży)
- 2016-2019: prof. dr hab. Mirosław Cezariusz Patalon - pedagogika (pedagogika religii)

## Władze Wydziału
W kadencji 2016-2019:
| Stanowisko                                   | Imię i nazwisko                          |
| -------------------------------------------- | ---------------------------------------- |
| Dziekan                                      | prof. dr hab. Mirosław Cezariusz Patalon |
| Prodziekan ds. kształcenia i studentów       | dr Iwona Gumowska                        |
| Prodziekan ds. nauki i współpracy gospodarką | dr Irena Figurska                        |

## Kierunki kształcenia
Wydział kształcił studentów na studiach licencjackich (3 letnie), po których ukończeniu ich absolwenci uzyskiwali tytuł zawodowy licencjata. Do wyboru były następujące kierunki:
- pedagogika
- socjologia
- praca socjalna
- edukacja artystyczna w zakresie sztuki muzycznej.

Po ukończeniu studiów pierwszego stopnia ich absolwenci mogli kontynuować dalsze kształcenie w ramach studiów magisterskich uzupełniających, trwających 2 lata i kończących się uzyskaniem tytułu zawodowego magistra. Studenci mieli do wyboru następujące kierunki:
- pedagogika
- edukacja artystyczna w zakresie sztuki muzycznej.

Ponadto wydział prowadził również następujące studia podyplomowe:
- edukacja dla bezpieczeństwa
- muzyka w edukacji wczesnej z elementami muzykoterapii
- pedagogika opiekuńczo-wychowawcza z resocjalizacją
- podyplomowe studia przygotowania pedagogicznego dla absolwentów polonistyki, historii i języków obcych
- podyplomowe studia w zakresie przygotowania pedagogicznego
- zintegrowana edukacja wczesnoszkolna i przedszkolna.

## Struktura organizacyjna

### Instytut Muzyki
Dyrektor: p.o. dr Tadeusz Formela
- Zakład Dydaktyki Muzyki
- Zakład Dyrygentury Chóralnej i Aranżacji Muzyki
- Zakład Praktyki Instrumentalnej i Wokalnej

### Instytut Pedagogiki
Dyrektor: dr Grzegorz Piekarski
- Zakład Edukacji Wczesnej
- Zakład Historii Oświaty i Wychowania
- Zakład Pedagogiki Ogólnej i Podstaw Edukacji
- Zakład Pedagogiki Opiekuńczo-Wychowawczej
- Zakład Pedagogiki Społecznej i Resocjalizacyjnej
- Zakład Psychologii Ogólnej

### Katedra Pracy Socjalnej
Kierownik: dr hab. Wanda Kamińska
- Zakład Profilaktyki i Rozwiązywania Problemów Społecznych
- Zakład Teorii Pracy Socjalnej